# Dioscorea asclepiadea
Dioscorea asclepiadea är en enhjärtbladig växtart som beskrevs av David Prain och Isaac Henry Burkill. Dioscorea asclepiadea ingår i släktet Dioscorea och familjen Dioscoreaceae. Inga underarter finns listade i Catalogue of Life.